# Estado Mayor Conjunto de la Defensa
El Estado Mayor Conjunto de la Defensa (EMACON) de España es un órgano dependiente del Jefe del Estado Mayor de la Defensa (JEMAD), cuya misión fundamental es prestar apoyo y asesoramiento al mismo en la definición de la estrategia militar, en el planeamiento militar, en el planeamiento y la conducción estratégica de las operaciones, en la realización de las acciones necesarias para asegurar la eficacia operativa de las Fuerzas Armadas, en la representación militar ante Organizaciones Internacionales de Seguridad y Defensa, entre otras competencias. Asimismo, actúa como el principal coordinador de las actividades generales del Estado Mayor de la Defensa (EMAD).

## Estructura
El EMACON está integrado por:

Emblema de la Unidad de Verificación

Emblema de la Célula Nacional C-IED

- El Jefe del Estado Mayor Conjunto de la Defensa (JEMACON) y sus órganos de apoyo personal.
- La Secretaría General del Estado Mayor Conjunto de la Defensa (SEGEMACON). Es el órgano responsable de apoyar y auxiliar directamente al JEMACON en la dirección del Estado Mayor Conjunto, así como del apoyo técnico-administrativo a los órganos del Cuartel General del Estado Mayor de la Defensa. Le corresponde, también, el asesoramiento y apoyo en los asuntos que, siendo responsabilidad del EMACON, no son específicos de las divisiones que lo componen.
- La División de Planes (DIVPLA). Es el órgano responsable de elaborar y coordinar el planeamiento de Fuerza y su integración en el planeamiento de defensa, de desarrollar los cometidos relacionados con el proceso de obtención de recursos materiales en los que el JEMAD sea competente y de impulsar los procesos de transformación de las capacidades militares de las Fuerzas Armadas. Asimismo, es responsable de elaborar y coordinar la postura de las Fuerzas Armadas ante las OISD en el ámbito logístico y ejercer la representación del JEMAD ante estas organizaciones en lo referente a sus cometidos como autoridad nacional de planeamiento militar, en especial en la propuesta de capacidades militares.
- La División de Estrategia (DIVESTRA). Es el órgano responsable de elaborar y desarrollar la estrategia militar contenida en el concepto de empleo de las Fuerzas Armadas, así como de coordinar la postura y representar a las Fuerzas Armadas en las OISD ante las que el JEMAD tenga responsabilidades. Planifica la participación española en unidades en el extranjero dependientes del JEMAD. Planea, coordina y controla las actividades derivadas de las relaciones militares bilaterales y multilaterales que competan al JEMAD. Asimismo, apoya al JEMAD en el planeamiento, conducción y seguimiento de las operaciones militares en el nivel estratégico, desarrollando los procesos necesarios y confeccionando los documentos de planeamiento correspondientes.
- La División de Desarrollo de la Fuerza (DIVDEF). Es el órgano responsable de liderar el proceso transversal de Desarrollo de la Fuerza, comprendiendo los esfuerzos de preparación e interoperabilidad y coordinando la orientación de la preparación conjunta. Lidera, asimismo, el proceso de prospectiva, definiendo el marco estratégico militar. Impulsa y dirige el desarrollo y la experimentación de nuevos conceptos. Promueve y coordina el estudio y desarrollo de la doctrina conjunta y combinada. Mantiene las relaciones necesarias con los organismos homólogos de doctrina y desarrollo de la fuerza. Promueve y coordina el proceso conjunto de lecciones aprendidas y mejores prácticas.
- La Jefatura Conjunta de Sanidad (JECOSAN). Es el órgano responsable de dirigir y coordinar los aspectos relacionados con la sanidad operativa, en el ámbito de sus competencias. Para ello, imparte directrices dirigidas a orientar la preparación y empleo de las capacidades sanitarias operativas derivadas del Planeamiento Militar. Además, participa en el desarrollo y establecimiento de las normas de acción conjunta en este ámbito.
- La Célula Nacional Contra Artefactos Explosivos Improvisados (CENCIED). Tiene la misión de impulsar y coordinar el desarrollo de la capacidad de lucha Contra Artefactos Explosivos Improvisados (C-IED) en las Fuerzas Armadas y la postura de éstas ante las OISD en este ámbito, así como de apoyar, dentro del ámbito que se requiera, en el planeamiento y conducción de las operaciones militares. Constituye el enlace nacional del Centro de Excelencia Contra Artefactos Explosivos Improvisados (CoE C-IED), con el Centro Nacional de Inteligencia (CNI) y con las Fuerzas y Cuerpos de Seguridad del Estado.
- La Unidad de Verificación Española (UVE). Es el órgano responsable de planear, coordinar, controlar y ejecutar las actividades que corresponden a las Fuerzas Armadas, en conjunción con las llevadas a cabo por otros órganos de la Administración, derivadas de la asunción por parte de España de diversos compromisos internacionales relacionados con el desarme, el control de armamentos y el establecimiento de medidas de confianza y seguridad, así como la verificación de su cumplimiento por otros Estados.
- La Sección de Gestión de la Información y del Conocimiento (SGIC). Se encarga de identificar y mantener actualizados los principales procesos funcionales y operativos del EMAD, planeando y desarrollando la estructura más adecuada de Gestión de la Información y del Conocimiento en el ámbito del EMAD y su implantación. Asimismo, propone medidas de coordinación de los procesos troncales transversales definidos por el JEMAD para enlazar con los procesos específicos.
- La Jefatura de Seguridad y Servicios del Cuartel General del EMAD (JESES-CGEMAD). Asume el mantenimiento de las instalaciones, apoyando en materia de vida y funcionamiento al CGEMAD y a aquellas unidades dependientes del JEMAD que se determinen y a sus componentes. Organiza y dirige la seguridad que precise el personal destinado en el CGEMAD y de sus dependencias. Además, lleva a cabo las gestiones en materia medioambiental, eficiencia energética y prevención de riesgos laborales en el CGEMAD.